# Oszlár (keresztnév)
Az Oszlár régi magyar személynév, ami török népnévből származik, jelentése jász.

## Gyakorisága
Az 1990-es években szórványos név, a 2000-es években nem szerepel a 100 leggyakoribb férfinév között.

## Névnapok
- február 3.[2]